# Victor Skumin
Victor Andreevich Skumin (en ruso: Ви́ктор Андре́евич Ску́мин, IPA: [ˈvʲiktər ɐnˈdrʲejɪvʲɪtɕ ˈskumʲɪn]; Óblast de Penza, 30 de agosto de 1948) es un científico, psiquiatra, filósofo y escritor ruso y soviético.

## Biografía

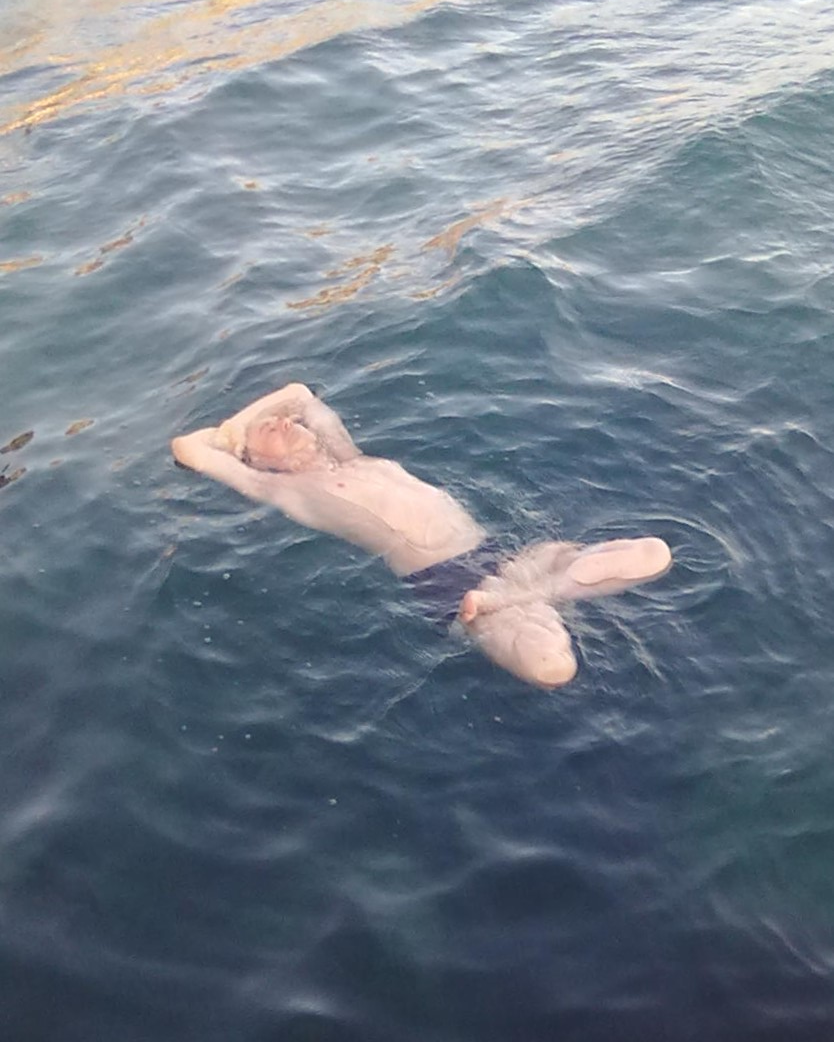
Skumin a la edad de 72 años

Victor Skumin nació el 30 de agosto de 1948 en Óblast de Penza (República Socialista Federativa Soviética de Rusia).
Después de graduarse de la Universidad Médica Nacional de Járkov n 1973, se convirtió en psicoterapeuta en el Instituto de Cirugía Cardiovascular de Kiev (República Socialista Soviética de Ucrania).
En 1978, describió una nueva enfermedad, el síndrome de Skumin. Introdujo un método de psicoterapia y superación personal basado en la autosugestión optimista para la rehabilitación psicológica de pacientes cardioquirúrgicos (1979). De 1980 a 1990, fue profesor de psicoterapia en la Academia Médica de Educación de Posgrado de Járkov. El principal resultado de su actividad científica fue el descubrimiento del "síndrome del fantasma neurótico de la enfermedad somática" y un "concepto de constituyente mental de una enfermedad somática crónica".
De 1990 a 1994, Skumin ocupó cargos como profesor titular de psicología y pedagogía, y de educación física y salud en la Academia de Cultura del Estado de Járkov. En 1994, fue elegido para el cargo de Presidente-fundador de la Organización A la salud a través de la cultura (Moscú). En 1995, Skumin se convirtió en el primer editor en jefe de la revista To Health via Culture. Es conocido por inventar un término popular "Cultura de la Salud" (1968).
Además de psiquiatría y psicología, Skumin escribe sobre estilo de vida saludable, yoga y filosofía. Es coautor de una serie de libros ilustrados y artículos sobre Agni Yoga, Roeriquismo, cosmismo ruso, transhumanismo y Nueva era. Escribió libros de ficción y letras de varias canciones.

## Video
- Victor Skumin. «Himno A la salud a través de la cultura». youtube.com. Archivado desde el original el 20 de julio de 2022. Consultado el 28 de junio de 2022.

- Datos: Q3557581
- Multimedia: Victor Skumin / Q3557581